# Eugenio Caballero
Eugenio Caballero (Ciutat de Mèxic, Mèxic; 25 d'abril de 1972) és un director d'art mexicà, guanyador del premio Oscar de la Acadèmia d'Arts i Ciències Cinematogràfiques per la pel·lícula El laberinto del fauno de Guillermo del Toro. Aquest treball li va fer creditor també al premi Art Director’s Guild award atorgat pel Sindicat de Directors d'Art, el Premi Ariel de l'Acadèmia Mexicana de Cinematografia, el premi Los Angeles Film Critics Association, el premi Gold Derby Award, el premi Online Film Critics Association i les nominacions per al BAFTA, el Premi Goya, el Satellite Award i el Las Vegas Film Critics Society Award.

## Biografia
Va estudiar Història de l'Art i Història del Cinema en la Universitat de Florència, després de la seva diplomo, va iniciar la seva carrera en l'àmbit dels curtmetratges i els vídeos musicals, amb els quals va obtenir diversos reconeixements, entre ells el MTV Award. Poc temps després va començar la seva carrera en llargmetratges com a assistent i decorador.
Cavaller ha estat dissenyador de producció, decorador, director d'art, també ha realitzat productes en la publicitat i videoclips musicals pel grup Café Tacuba; els seus crèdits cinematogràfics inclouen prop de 30 pel·lícules, 20 d'elles com a Director Artístic. Ha treballat amb els directors Jim Jarmusch (The Limits of Control), Baz Lurthman (Romeo + Julieta), Alfonso Cuarón (Roma), Sebastian Cordero (Crónicas, Rabia i Europa Report), Floria Sigismondi (The Runaways), Claudia Llosa (Aloft), Fernando Eimbcke (Club Sandwich), Carlos Cuarón (Rudo y Cursi), Russel Mulcahy i Paul Anderson (Resident Evil Extintion, entre d'altres.
La seva primera col·laboració amb J.A. Bayona en The Impossible, protagonitzada per Naomi Watts, Ewan McGregor i Tom Holland, li van donar la seva segona nominació al Goya i al Art Directors Guild Award.
En 2014, va dissenyar la cerimònia d'obertura dels Jocs Paralímpics d'Hivern a Sotxi, Rússia, per al director Daniele Finzi. Amb qui també va col·laborar dissenyant l'espectacle Luzia del Cirque Du Soleil en 2016.
En 2015 i 2016 va treballar en la pel·lícula Un monstre em ve a veure dirigit per Juan Antonio Bayona, basat en la novel·la Monster Calls escrita per Patrick Ness, per aquest film va rebre el Premi Goya i el Premi Gaudí. En 2017 va participar en la postproducció de la pel·lícula Roma, d'Alfonso Cuaron.
Ha estat nominat 7 vegades per al Premi Ariel de l'Acadèmia Mexicana de Cinematografia, de les quals n'ha guanyat 2.
Creditor del premi a Millor Direcció Artística pel Festival Internacional de Cinema de Cartagena de Indias a Colòmbia i pel Festival de Gramado, al Brasil.
Ha estat jurat en nombrosos festivals internacionals i és membre de l'Acadèmia de les Arts i les Ciències Cinematogràfiques d'Amèrica del Nord, l'Acadèmia de les Arts i les Ciències Cinematogràfiques d'Espanya i l'Acadèmia Mexicana d'Arts i Ciències Cinematogràfiques.

## Filmografia
- 1999: Esperanza et ses saints, d'Alejandro Springall
- 2001: Seres humanos, de Jorge Aguilera
- 2002: Asesino en serio, d'Antonio Urrutia
- 2003: Zurdo, de Carlos Salcés
- 2004: Crónica, de Sebastián Cordero
- 2006: El laberinto del fauno, de Guillermo del Toro
- 2007: Resident Evil: Extinction, de Russell Mulcahy
- 2008: Rudo y Cursi, de Carlos Cuarón
- 2009: The Limits of Control, de Jim Jarmusch
- 2009: Rabia, de Sebastián Cordero
- 2010: Les Runaways, de Floria Sigismondi
- 2012: The Impossible, de Juan Antonio Bayona
- 2013: Europa Report, de Sebastián Cordero
- 2014: Club Sándwich de Fernando Eimbcke
- 2014: Aloft, de Claudia Llosa
- 2016: Un mostre em ve a veure, de Juan Antonio Bayona